# Битка при Колисео
Битката при Колисео е съвкупност от военни действия, извършени в околностите на едноименния град, провинция Санта Клара, Куба на 23 декември 1895 г. по време на войната за независимост на Куба.

## Битка
Силите на Гомес и Масео атакуват, превземат и опожаряват Колисео след слаба съпротива от страна на гарнизона. Гомес знае, че голяма група испански сили, под командването на Арсенио Мартинес Кампос ще се опита да попречи на напредването му към столицата.
Масео позиционира кавалерията си отляво и разполага пехотата, търсейки защита на терена. И двамата революционери, последвани от стотина конници, нападат врага; но не успяват да пробият формацията. Няколко въстанически офицери са ранени, а конят на Масео е убит.
От своя страна Гомес успява да напредне в движение, което противникът оценява като флангова маневра, за което той открива артилерийски огън, оттегля се и изоставя позициите си.
Междувременно продължава напредването си, а революционните войски се реорганизират и на здрач напредват към Сумидеро.
Това действие показва, че испанците, водени лично от Арсенио Мартинес Кампос не могат да сдържат похода на кубинците, който има голямо политическо отражение. След няколко минути битката е победоносна за кубинците.

## Последица
С кубинската победа в тази битка, нахлуващият контингент успява да премине в провинция Хавана без много затруднения, където продължава своите операции в лицето на испанската колониална сила. От своя страна испанците трябва да засилят преследването срещу кубинците и да отделят повече хора и ресурси за битка. Въпреки това, нахлуващият кубински контингент достига най-западния край на острова на 22 януари 1896 г., като Испания се проваля в опитите си да спре кубинските борци за независимост.